# Música no Museu
Música no Museu é um projeto que visa promover concertos gratuitos de música erudita e popular em museus, bibliotecas, arquivos, centros culturais, igrejas, palácios e outros. Teve início em 1997 com o violonista Turíbio Santos. Ganhou a Ordem do Mérito Cultural em 2008.

## Histórico de concertos
| - Museu Nacional de Belas Artes - Museu da República - Museu Histórico Nacional - Museu Nacional da Universidade Federal do Rio de Janeiro - Museu da Chácara do Céu - Museu do Açude - Parque das Ruínas - Biblioteca Nacional do Brasil - Museu Internacional de Arte Naïf do Brasil - Museu de Arte Moderna (MAM) - Casa França-Brasil - Casa de Cultura Laura Alvim - Museu do Rádio Roberto Marinho - Espaço Cultural da Marinha - Museu Histórico do Exército (Forte de Copacabana) - Museu Militar Conde de Linhares - Casa de Arte e Cultura Julieta de Serpa - Centro Cultural Telemar (ex-Museu do Telefone) - Museu da Cidade - Memorial Getúlio Vargas - Centro Cultural Light | - Arquivo Geral da Cidade do Rio de Janeiro - Museu H. Stern - Espaço Furnas Cultural - Palácio Itamaraty - Palácio São Clemente (ex-Embaixada de Portugal) - Museu do Ingá (Niterói) - Instituto Histórico e Geográfico Brasileiro - Museu Naval e Oceanográfico - Centro Cultural Cândido Mendes - Mosteiro de São Bento - Paço Imperial - Igreja da Sé - Igreja de Santa Cruz dos Militares - Museu do Primeiro Reinado - BNDES - Centro Cultural Loyola - Real Gabinete Português de Leitura - Centro Cultural Banco do Brasil - Sala Cecília Meirelles - Museu Bispo do Rosário - Igreja Matriz de São Gonçalo |